# Cliona mussae
Cliona mussae är en svampdjursart som först beskrevs av Keller 1891.  Cliona mussae ingår i släktet Cliona och familjen borrsvampar.
Artens utbredningsområde är Eritrea. Inga underarter finns listade i Catalogue of Life.